# 北海道道105号利尻富士利尻線
北海道道105号利尻富士利尻線（ほっかいどうどう105ごう りしりふじりしりせん）は、利尻富士町から利尻町に至る道道（主要地方道）である。

## 概要
利尻富士町鴛泊から利尻富士町大磯経由で利尻町沓形を結ぶ。

### 路線データ
- 起点：北海道利尻郡利尻富士町鴛泊（北海道道108号沓形仙法志鴛泊線交点）
- 終点：北海道利尻郡利尻町沓形（北海道道108号沓形仙法志鴛泊線交点）
- 総延長：13.175 km[1]
- 実延長：13.175 km[1]
- 重用延長：0 km[1]
- 未舗装延長：0.260 km[1]

## 歴史
- 1976年（昭和51年）8月31日 - 908号東利尻利尻線として路線認定[2]。同日付けで道道260号利尻島線が廃止[3]、道道260号利尻島線の区間が2分割され、908号東利尻利尻線と道道918号沓形仙法志鴛泊線に分けられた。
- 1990年（平成2年）9月30日 - 東利尻町から利尻富士町への町名変更に伴い、路線名を利尻富士利尻線に変更[4]。
- 1993年（平成5年）5月11日 - 建設省から、道道利尻富士利尻線が利尻富士利尻線として主要地方道に指定される[5]。
- 1994年（平成6年）10月1日 - 路線番号を105号に変更[6]。

## 路線状況

### 道路施設

#### 主な橋梁
- 富士野高架橋（4 m、北海道道1076号利尻富士利尻自転車道線、利尻富士町鴛泊）
- 大磯高架橋（4 m、北海道道1076号利尻富士利尻自転車道線、利尻富士町鴛泊）
- 境橋（13 m、トビウシナイ川、利尻富士町鴛泊 - 利尻町沓形）
- 沓形橋（15 m、タネトンナイ川、利尻町沓形）

## 地理

### 通過する自治体
- 宗谷総合振興局
  - 利尻郡
    - 利尻富士町
    - 利尻町

### 交差する道路
利尻富士町
- 北海道道108号沓形仙法志鴛泊線 - 鴛泊（起点）
- 北海道道856号本泊利尻空港線 - 本泊
- 北海道道1076号利尻富士利尻自転車道線 - 鴛泊、富士野高架橋
- 北海道道1076号利尻富士利尻自転車道線 - 鴛泊、大磯高架橋

利尻町
- 北海道道108号沓形仙法志鴛泊線 - 沓形（終点）
- 北海道道303号沓形港線 - 沓形（終点）

### 沿線にある施設など
- 鴛泊港
- セイコーマート 利尻店
- 利尻富士町役場
- 利尻富士町総合体育館
- 富士野園地
- 本泊郵便局
- 本泊漁港
- 新湊漁港
- 新湊郵便局
- サツドラ 利尻店
- 利尻島国保中央病院
- 利尻町役場
- 沓形港